# 주해은
주해은 (본명: 박소영, 1994년 1월 17일 ~ )은 대한민국의 배우이다.

## 학력
- 한양대학교 철학과

## 출연작

### 영화
- 《야구소녀》 (2020년) - 한방글 역
- 《히치하이크》 (2019년) - 정은 역
- 《스윙키즈》 (2018년) - 매화 역
- 《공작》 (2018년) - 미인계 북한요원 역

### 드라마
- 《땐뽀걸즈》 (KBS2, 2018년) - 양나영 역
- 《하자있는 인간들》 (MBC, 2019년) - 이주희 역
- 《선산》 (Netflix, 2024년) - 윤명희 역 (차미경 아역)
- 《나인 퍼즐》 (디즈니+, 2024년) - 염세령 역

### 뮤직비디오
- 신승훈 - 폴라로이드
- 이승환 - 10억 광년의 신호

### 광고
- KT 피플 테크놀로지
- 맥심 모카골드
- 유니클로 에어리즘
- Lian s.j
- 농심 신라면 건면

## 외브 링크
- 주해은 - 인스타그램